# Pernilla Karlsson
Pernilla Karlsson, née en Finlande le 11 juin 1990, est une chanteuse finlandaise appartenant à la minorité suédoise du pays.

## Biographie
Le 25 février 2012, elle est choisie pour représenter la Finlande au Concours Eurovision de la chanson 2012 à Bakou, en Azerbaïdjan avec la chanson När jag blundar (Quand je ferme les yeux), interprétée en suédois, seconde langue officielle de Finlande.